# Lili Moutarde
Lili Moutarde est une comédie musicale pour enfants, illustrée en bande dessinée par Bernadette Després sur un livret de Évelyne Reberg et une musique de Christiane Oriol.
En 1986, "Les Lili Moutarde" écrit par Évelyne Reberg (pseudonyme de Évelyne Passegand, écrivain, professeur de lettres puis bibliothécaire de la région de Dijon) est publié. il est réédité, illustré par Jean-Marie Renard, en 1991.
Bertrand Jayet, professeur de musique à Pully en Suisse a l'idée de la transformer en comédie musicale « L'idée m'est venue en lisant l'histoire de Lili Moutarde, écrite par Évelyne Reberg, à ma fille cadette. Ces aventures renferment une part de vérité qui m'a plu. Comme les contes de fées, cette fable contient un tréfonds psychologique subtil. J'ai eu envie d'en faire une comédie musicale. » . Réalisée par l'auteur-compositeur stéphanoise Christiane Oriol, amie de l'enseignant, elle est montée au collège Arnold-Reymond de Pully pour la première fois en 1989, et de nombreuses fois partout ailleurs, depuis.
L'illustratrice Bernadette Després, connue pour ses Tom-Tom et Nana, souhaite travailler sur cette histoire et rencontre Oriol. Elle parle de son projet à l'éditeur Olivier Petit et un livre-CD sera publié en 2003 : une histoire écrite par Évelyne Reberg ; adaptée en comédie musicale par Christiane Oriol ; paroles des chansons, Christiane Oriol ; musiques, Christiane Oriol et Bertrand Jayet ; scénario [de la bande dessinée], Oliv' ; dessins, Bernadette Després ; interprétée par Christiane Oriol, avec les enfants de l'école du Centre à La Ricamarie, Loire ; direction d'orchestre, Jean-Luc Michel. Ce disque a reçu un Coup de cœur de l'Académie Charles-Cros.

## L'histoire
« Lili moutarde s'ennuie. Pendant que ses parents travaillent toute la journée, elle reste seule à la maison en rêvant d'un petit frère ou d'une petite sœur. Son souhait est exaucé avec l'arrivée d'un lot de triplés ! Mais le rêve tourne bien vite au cauchemar... »